# Barbara McNair

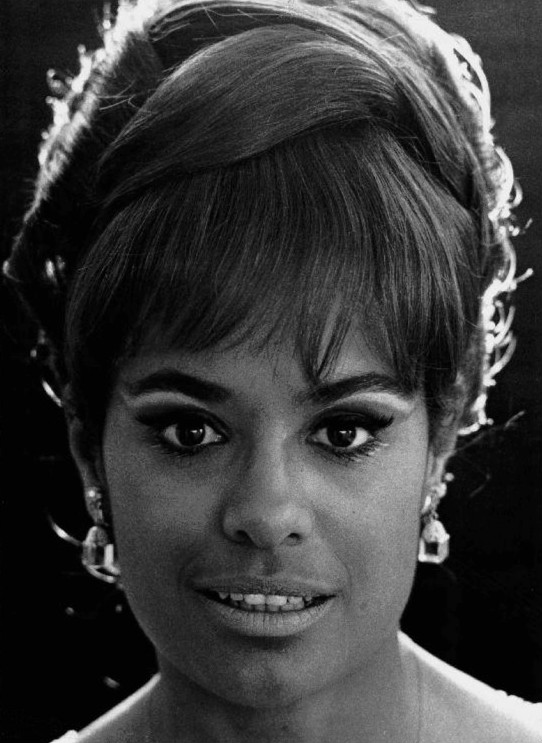
Barbara McNair (1967)

Barbara Jean McNair (* 4. März 1934 in Racine, Wisconsin; † 4. Februar 2007 in Los Angeles, Kalifornien) war eine US-amerikanische Sängerin und Schauspielerin.

## Leben
McNair, die am American Conservatory of Music in Chicago Musik studierte, spielte 1958 erstmals am Broadway. Parallel dazu baute sie sich auch eine Karriere als Schauspielerin auf, so stand sie 1963 in Delmer Daves Sommer der Erwartung erstmals vor der Kamera. Für Furore sorgte ihr Auftritt im Spielfilm … aber das Blut ist immer rot, in dem sie nackt zu sehen war. Es folgten Auftritte in Fernsehserien wie Mission: Impossible oder General Hospital. 1968 war sie in Jess Francos surrealistischem Mystery-Thriller Venus in Furs zu sehen und zu hören; sie sang auch den Titelsong. Im Jahr darauf spielte sie in Ein himmlischer Schwindel an der Seite von Elvis Presley. Ihre bekanntesten Filme waren Zehn Stunden Zeit für Virgil Tibbs (1969) und Die Organisation (1971). In beiden spielte Barbara McNair die Ehefrau von Virgil Tibbs (Sir Sidney Poitier).
Barbara McNair war zudem seit 1957 als Sängerin aktiv und bei mehreren Plattenfirmen unter Vertrag. Von 1965 bis 1969 war sie zum Beispiel bei Motown unter Vertrag und veröffentlichte dort zwei Alben und eine Reihe von Singles.

## Diskografie
- Front Row Center (Coral CRL57209, 1959)
- The Livin’ End (Warner WS 1570, 1964)
- I Enjoy Being A Girl (Warner WS 1541, 1966)
- Here I Am (Motown MS-644, November 1966)
- The Real Barbara McNair (Motown MS-680, April 1969)
- More Today Than Yesterday (Audio Fidelity – AFSD 6222, 1969)